# Wiel Coerver
Wiel Coerver (Kerkrade, 1924. december 3. – 2011. április 22., Kerkrade) holland labdarúgó, hátvéd, edző.

## Pályafutása

### Játékosként
Coerver szülővárosában a Bleijerheide csapatában futballozott, valamint 1954 és 1959 között a holland élvonalbeli Roda JC játékosa volt.

### Edzőként
Coerver edzői pályafutását 1959-ben kezdte el a holland SVN Landgraaf csapatánál, majd 1965 és 1966 között korábbi csapatának, a harmadosztályú Rodának volt a vezetőedzője. 1966-ban szerződtette őt az élvonalbeli Sparta Rotterdam csapata, amelynek egészen 1969-ig volt az edzője. A hetvenes évek elején a NEC Nijmegen edzőjeként dolgozott, majd 1973-ban kinevezték a Feyenoord vezetőedzőjének; a klubbal az 1973-1974-es szezonban az holland bajnoki címet szerzett, valamint megnyerte a UEFA-kup-t, a döntőben a Tottenham Hotspur csapatát felülmúlva. Coerver később irányította még az indonéz labdarúgó-válogatottat, valamint a Go Ahead Eagles csapatát.

## Sikerei, díjai

### Edzőként
- Feyenoord
  - Holland bajnok: 1973–74
  - UEFA-kupa: 1973–74